# Бринкен, Александр Олегович
Алекса́ндр Оле́гович Бри́нкен (19 октября 1952, Ленинград — 22 марта 2017, Санкт-Петербург) — советский и российский географ, учёный секретарь Русского географического общества (1988—2009), доктор географических наук (2006), профессор.

## Родители
Отец — Олег Николаевич Бринкен (24.8.1921—16.12.1980), происходил из рода баронов фон ден Бринкен. Участвовал в боевых действиях во время Великой Отечественной войны на Волховском фронте в составе 6-й морской бригады КБФ, был ранен. В 1948 году окончил Высшее арктическое морское училище Главсевморпути по специальности инженер-гидрограф. Работал штурманом дальнего плавания, провёл 2 года на Диксоне (Таймыр). Затем работал в Государственном проектном институте «Ленпромстройпроект» начальником изыскательской партии отдела строительных изысканий. Позднее работал во ВНИИ Галургии в Ленинграде.
Мать — Ирина Алексеевна Бринкен, урождённая Ржевская (24.9.1922—7.12.1996). Всю блокаду провела в Ленинграде. Её родители умерли в первый год блокады. Работала медсестрой, затем окончила Ленинградский санитарно-гигиенический медицинский институт. Работала учителем физики, математики и анатомии в школе, терапевтом, заведующей поликлиникой, заведующей приёмным отделением больницы имени Куйбышева в Ленинграде, а с 1954 год по 1983 год — директором медицинского училища № 6 при этой больнице.

## Биография
Родился 19 октября 1952 года в Ленинграде.
В 1970 году поступил на географический факультет Ленинградского государственного университета. В 1975 году окончил ЛГУ по кафедре океанологии.
В 1975—1978 годах работал инженером в океанографической экспедиции ВМФ (в/ч 42842) в городе Ломоносове. В 1972—1977 годах несколько раз ходил в плавания на научно-исследовательских судах (шхуна «Ленинград», НИС «Ломоносов», НИС «Профессор Визе», ОИС «Молдавия»).
В 1978—1980 годах работал младшим научным сотрудником в НИИ общего образования взрослых АПН СССР (Ленинград), в 1980—1986 годах — старшим лаборантом в Зоологическом институте АН СССР (Ленинград).

## В Географическом обществе
В 1986 году перевёлся на должность консультанта в Географическое общество АН СССР, где уже с 1983 года являлся руководителем лектория.
В 1988 году был утверждён в должности учёного секретаря Географического общества и оставался им при четырёх президентах Географического общества — А. Ф. Трёшникове, С. Б. Лаврове, Ю. П. Селиверстове, А. А. Комарицыне, вплоть до увольнения в 2009 году.
В 1990-х—2000-х годах способствовал сохранению и приумножению фондов РГО, в том числе передаче в Архив РГО документации, связанной с эпопеей последней эскадры Российского флота в 1920—1924 годах и сохранённой в Бизерте А. А. Ширинской-Манштейн.
Участвовал в борьбе РГО за право остаться в историческом здании, специально построенном для Общества в 1907—1909 годах. Отстоял право Общества быть общественной, независимой организацией. Участвовал в возвращении организации первоначального исторического наименования — «Русское географическое общество», и в борьбе за сохранение центральной организации в Санкт-Петербурге.
В 2009 году уволился из РГО по собственному желанию.

## Последние годы жизни
В 2010—2011 годах работал в ФГУПЦ «Севзапгеоинформ» советником генерального директора.
С 2010 года работал старшим научным сотрудником филологического факультета СПбГУ.
В последние годы жизни имел серьёзные проблемы со здоровьем. В 2013 году перенёс операцию на сердце, что временно способствовало улучшению его состояния.
Похоронен в Санкт-Петербурге на Волковском лютеранском кладбище, рядом со своими родителями.

## Научная деятельность
В 1995 году защитил кандидатскую диссертацию «Американская Арктика. Нефтегазодобыча и экологические проблемы».
В 2006 году защитил докторскую диссертации «Пространственная организация освоения ресурсов нефти и газа зарубежной и российской Арктики: Теория, практика, прогноз».
С 2000 года член-корреспондент Академии геополитических проблем. Входил в состав нескольких диссертационных советов.
Автор многочисленных публикаций по экономической географии.

## Семья
Был дважды женат. Трое сыновей.